# Urdido (técnica)
En alfarería, se llama urdido al procedimiento de elaboración de una pieza siguiendo la técnica así denominada y consistente en socavar la “pella” o bola de barro con los dedos o la ayuda de un instrumento rústico o herramientas sencillas. El proceso, cuando se trata de piezas con alzado como las vasijas, se continúa añadiendo rollos o cilindros (“churros”) de arcilla con los que se van levantando las paredes del recipiente.
Esta técnica de modelado con las manos, sin ayuda del torno, usada aún en el siglo XXI en diversas zonas del planeta, ha sido práctica común representativa de la alfarería hecha por mujeres.
Hasta el primer tercio del siglo xx fue técnica habitual entre los alfareros varones, conservada en aquellos talleres con torno no evolucionado, y era el procedimiento habitual para la fabricación de tinajas de grandes tamaños (siendo imposible tornear algo de esas dimensiones a veces colosales). La historiadora Natacha Seseña menciona asimismo la práctica relativamente reciente (hasta mediado el siglo XX) del método del urdido en alfares de Aragón (Calanda y Sestrica) y Andalucía (Montilla y Lucena, en la provincia de Córdoba).

## Modelos culturales

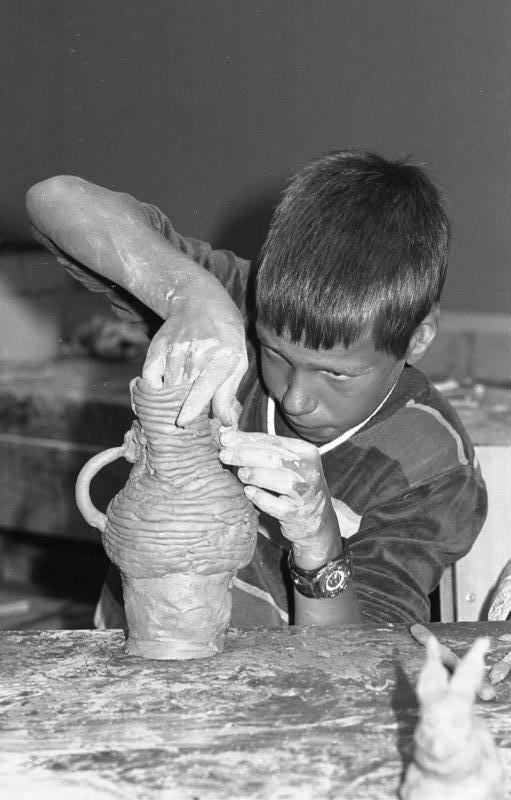
Muchacho alemán urdiendo una jarra churro a churro (1981).
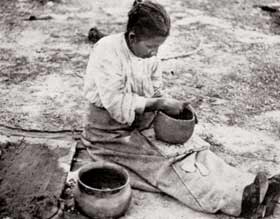
Mujer de la tribu Catawba (Norteamérica) urdiendo a mano una vasija.
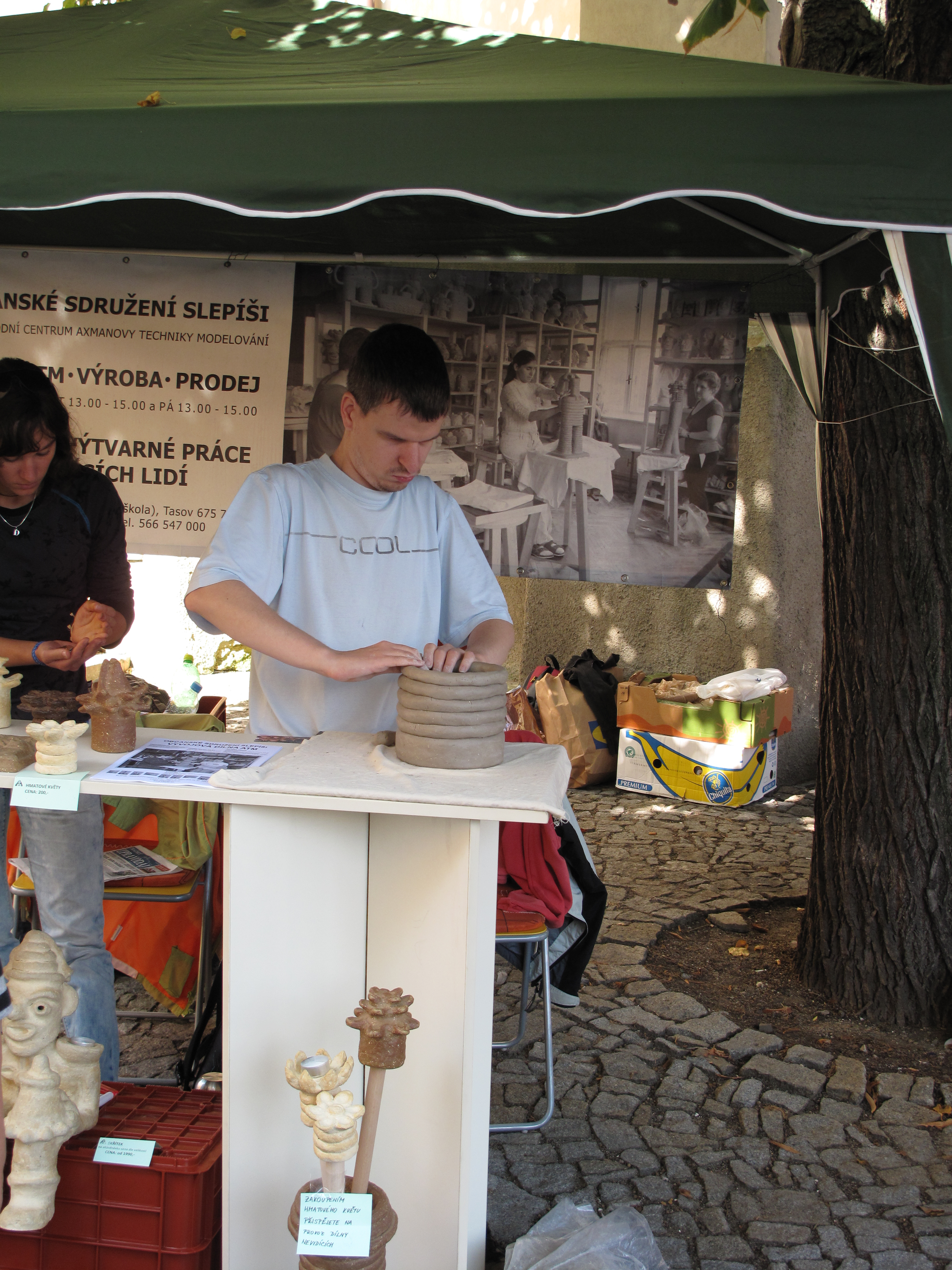
Urdiendo a mano en la feria de cerámica de Beroun (2011), República Checa.